# Олена Лагадінова
Олена Лагадінова (9 травня 1930 — 29 жовтня 2017) — болгарський агроном, генетичний інженер, політик.

## Біографія

### Раннє життя
Лагадінова народилася в 1930 році в містечку Разлог (Болгарія). Втратила матір у віці чотирьох років. Батько виховав її та двох братів. Батько Лагадінової був прихильником Болгарської комуністичної партії, старший брат, якому було 18 років, втік до Радянського Союзу, щоб продовжити роботу в Комуністичному Інтернаціоналі. Лагадінова пережила Другу світову війну. Уся її родина боролася з фашизмом у Разлогу. Вона допомагала забезпечувати необхідним довколишні села під час війни.

### Друга світова війна
Болгарія була в союзі з нацистами під час Другої світової війни. Вся родина Олени Лагадінової були комуністами.
Лагадінова розпочала боротьбу влітку 1944 р., була помічником інших партизанів. Поки Лагадінова була живою, її брат Ассен був захоплений і обезголовлений під час війни.
Її прізвисько під час війни було «Амазонка».
Після перемоги союзників, у 1945 році Лагадінова була відправлена до Радянського Союзу. Там вона завершувала освіту. Лагадінова навчалася в Москві в Академії Тімірязєва. Там здобула ступінь доктора біології.

### Смерть
Через двадцять сім років після виходу на пенсію, Лагадінова провела інтерв'ю з Крістен Годзе, в якій вона порадила:
|  | «Ти повинен боротися за те, у що віриш». |

29 жовтня 2017 року Лагадінова померла уві сні в Софії.

## Внесок у генетику рослин
Після закінчення війни, Лагадінова отримала ступінь доктора агробіології в Академії Тімірязева та провела додаткові дослідження в Англії та Швеції. Вона повернулася до Софії, щоб працювати науковим співробітником і генетиком сільського господарства в Болгарській академії наук. Працювала вченим-дослідником тринадцять років; її дослідження допомогли розробити нову міцну гібридну нитку пшениці Тритикале, яка допомогла підвищити продуктивність колгоспів.

## Політична кар'єра
Лагадінова написала лист радянському прем'єр-міністру Леоніду Брежнєву. У своєму листі вона висловила занепокоєння з приводу відсутності досвіду партійних кадрів, що заважало її дослідницьким зусиллям, дала рекомендації для Радянського Союзу. У 1968 році Живков змусив Лагадінову прийняти посаду секретаря Вітчизняного фронту та президента Комітету Болгарського жіночого руху.
Лагадінова очолила Комітет Болгарського руху жінок.

## Нагороди
- 1959 р. — орден Кирила та Мефодія за працю в галузі генетики рослин.
- 1991 р. — «Президентська медаль за видатні досягнення» в аспірантурі Клермонт в Каліфорнії.